# جوليس شير
جوليس شير (بالإنجليزية: Jules Shear)‏ هو كاتب أغاني أمريكي، ولد في 1952 في بيتسبرغ في الولايات المتحدة.

## وصلات خارجية
- الموقع الرسمي
- جوليس شير على موقع IMDb (الإنجليزية)
- جوليس شير على موقع ميوزك برينز (الإنجليزية)
- جوليس شير على موقع إن إن دي بي (الإنجليزية)
- جوليس شير على موقع أول ميوزيك (الإنجليزية)
- جوليس شير على موقع ديسكوغز (الإنجليزية)